# Tabmokåive-Luossejaure
Tabmokåive-Luossejaure är ett naturreservat i Arvidsjaurs kommun i Norrbottens län.
Området är naturskyddat sedan 2009 och är 3,9 kvadratkilometer stort. Reservatet omfattar två höjder, dess sluttningar och myrmark med tjärnar nedanför. Reservatet består av barrblandskog med inslag av lövträd och glesare granskog med inslag av tall på bergens toppar. 